# رقص السماح
رقص السماح هو أحد أنواع الرقص التقليدي الجماعي الحلبي يعود لأصول دينية صوفية، ارتبط رقص السماح بفنون الموشحات وألحانها بالإضافة إلى الأزياء التاريخية المحتشمة التي يرتديها الراقصين والراقصات المؤدون لرقصة السماح. ورد ذكر رقص السماح في موسوعة حلب المقارنة للكاتب خير الدين الأسدي وهي رقصة خاصة بمدينة حلب. وبقي هذا النوع من الرقص حكراً على سكان حلب حتى نقل الشيخ عمر البطش هذا الفن من حلب إلى دمشق لينتقل منها إلى الدول المجاورة.
كما أورد بطرس البستاني ذكر رقص السماح في كتابه معجم محيط المحيط حيث جاء فيه: «رقص للمشايخ يستعملونه في العبادات.»

## أصل التسمية
يُعزى اسم السماح إلى الفعل سمح حيث جرت العادة أن يطلب الراقص الإذن بالرقص من صاحب الحضرة أو صاحب حلقة الذكر فيرد عليه «السماح، السماح». كما عزا البعض سبب التسمية إلى أن استخدام الآلات الإيقاعية مسموح بها، فقد ورد في موسوعة حلب المقارنة للمؤرخ خير الدين الاسدي: «لعل سبب التسمية أن السماح رقص إيقاعي ديني وأدوات الإيقاع كالكوبة مسموح بها عرفاً وعادة وشرعاً.»

## أصله وتطوره
اختلف المؤرخون حول أصل رقص السماح فعلى سبيل المثال، رده أدهم الجندي إلى ما قبل الإسلام لأصول فارسية ثم نقله المسلمون إلى أصقاع الدول الإسلامية لينقله زرياب إلى الأندلس. وقال آخرون أنه رقص وثني قديم يعود للآشوريون حيث كانت منبج مركز ديانتهم في ظل الرومان والمسيحية ثم اقتبسه عنهم الحلبيون. ولكن أغلب الباحثون والمهتمون برقص السماح (ومنهم عدنان منيني وعمر العقاد وهم تلاميذ عمر البطش) نسبوا رقص السماح إلى الشيخ«عقيل المنبج» وهو أحد شيوخ الطريقة الصوفية، الذي عاش في قرية منبج التابعة حالياً لمحافظة حلب وتوفي فيها في العام 731. طالب عقيل منبج أتباعه الراغبين بالانضمام لمجموعته الراقصة بإتقان العديد من الألحان ليتسنى لهم متابعة خطوات الرقص مع اللحن بشكل متناغم وأطلق على الراقصين اسم «أبناء الفن».
قام الشيخ عمر البطش بإدخال العديد من التغييرات لجعل رقص السماح أكثر مواكبة للعصر ولإخراجه من الزوايا والتكايا الصوفية إلى المسارح، وأحد أكثر التحديثات التي لقيت اعتراضاً شعبياً من رجال الدين وعلى رأسهم الشيخ علي الطنطاوي هو إشراك النساء في رقص السماح بعدما كان حكراً على الرجال فقط، وشمل التطوير ألبسة الراقصين لتعطي طابعاً أندلسياً.

## أنواع السماح
يمكن تقسيم رقص السماح وفق توزيع الراقصين في الحضرة أو على المسرح فهناك الصف الواحد الساكن والصف الواحد المتحرك بالإضافة إلى الصفان والأربعة صفوف عدا عن الدائرة والدائرتان المتجاورتان.
أما بالنسبة لشكل ومضمون الرقصة فهناك «السماح الديني» الموجود في الزوايا والتكايا ويتسم بالوقار والرزانة. وهناك «السماح المسرحي» وهو الذي يتم تأديته من قبل فرق فنية على المسارح ومن أشهر فرق السماح «فرقة أمية» ويتميز هذا النوع بالرشاقة والسرعة والتشكيلات الجميلة. وهناك «السماح الشعبي» وهو عبارة عن مزيج من السماح من أنواع رقص أخرى حسب المناطق وتمتاز خطواته بالتضخيم والاستعراض.